# كيريل ستانكوف
كيريل ستانكوف (بالبلغارية: Кирил Станков)‏ هو لاعب كرة قدم بلغاري في مركز الوسط، ولد في 20 مايو 1949 في صوفيا في بلغاريا، وتوفي بنفس المكان في 7 مايو 1992. شارك مع منتخب بلغاريا لكرة القدم. أما مع النوادي، فقد لعب مع سسكا صوفيا.

## وصلات خارجية
- كيريل ستانكوف على موقع الاتحاد الدولي (مؤرشف)  (الإنجليزية)
- كيريل ستانكوف على موقع قاعدة بيانات كرة القدم.إي يو (الإنجليزية)
- كيريل ستانكوف على موقع ناشيونال فوتبول تيمز (الإنجليزية)
- كيريل ستانكوف على موقع عالم كرة القدم.نت (الإنجليزية)
- كيريل ستانكوف على موقع أوليمبيديا (الإنجليزية)